# Delirio d'amore (film 1986)
Delirio d'amore (Delirios de amor)  è un film a episodi del 1986 diretto da Antonio González-Vigil, Luis Eduardo Aute e Félix Rotaeta. Anche a seguito alla partecipazione a questo film, Fernando Fernán Gómez vince il premio come miglior attore cinematografico ai Fotogrammi d'argento 1987. Sempre per questo film, sia Carmen Maura che Antonio Banderas vengono candidati allo stesso premio ai Fotogrammi d'argento 1988. Nel 1989 la televisione spagnola trasmette una serie televisiva omonima basata sul film.